# J'ai pas sommeil
Ne doit pas être confondu avec Je n'ai pas sommeil.
Pour plus de détails, voir Fiche technique et Distribution.
J'ai pas sommeil est un film français de Claire Denis sorti le 25 mai 1994. Un des sujets de l'œuvre s'inspire largement de la vie du tueur en série Thierry Paulin, le « tueur des vieilles dames » qui fut actif dans le nord de Paris à la fin des années 1980.

## Synopsis
Daïga, jeune Lituanienne, arrive un matin au volant de sa vieille voiture dans le 18e arrondissement de Paris. La peur règne dans le nord de Paris à cause de plusieurs assassinats de femmes âgées vivant seules. Camille Moisson, jeune homosexuel martiniquais se dispute avec son compagnon et le frappe dans la rue.
Daïga a fait la route d'une traite de Lituanie pour rejoindre sa tante Mina. Elle a très peu d'argent en poche et deux numéros de téléphone. Celui de Mina et celui d'un metteur en scène qui lui a fait miroiter un rôle. Camille passe la nuit chez son frère Théo, qui a un fils Harry. Théo veut repartir vivre en Martinique.
Mina reçoit Daïga chez elle et est heureuse de la revoir. Elle lui présente des compatriotes. Théo gagne un peu d'argent en occupant des emplois non déclarés. Mina présente Daïga à son amie Ninon qui tient un hôtel et enseigne des rudiments d'autodéfense à des femmes âgées. Ninon embauche Daïga comme femme de ménage. Elle est logée sur place. Camille habite à l'hôtel avec son compagnon.
La nuit, Camille danse en tant que travesti dans les boîtes de nuit homosexuelles. Théo a une relation instable avec Mona, mère d'Harry, car elle ne veut pas partir vivre en Martinique.

## Fiche technique
- Réalisation : Claire Denis
- Scénario : Claire Denis et Jean-Pol Fargeau
- Musique originale : Jean-Louis Murat et John Pattison
- Image : Agnès Godard
- Montage : Nelly Quettier
- Son : Jean-Louis Ughetto
- Décors : Arnaud de Moléron et Thierry Flamand
- Producteur : Bruno Pésery
- Sociétés de production : Agora Films et France 3 Cinéma
- Durée : 110 minutes
- Sortie : 25 mai 1994

## Distribution
- Katerina Golubeva : Daiga
- Richard Courcet : Camille Moisson
- Alex Descas : Théo, frère de Camille
- Line Renaud : Ninon
- Béatrice Dalle : Mona, compagne de Théo
- Laurent Grévill : le docteur
- Patrick Grandperret : Abel
- Arnaud Carbonnier : Le voisin
- Antoine Chappey : L'acheteur de la voiture
- Dani : La couturière de Camille
- Solveig Dommartin : La femme blonde
- Philippe Besson : un policier
- Jean-Quentin Châtelain : Un détective
- Jean-Paul Bonnaire : Un détective
- Didier Flamand : Le commissaire
- Thierry Flamand : un policier
- Catherine Frot : La femme qui emploie Théo pour monter sa bibliothèque
- Vincent Dupont : Raphaël
- Irina Grjebina : Mina
- Tolsty : Ossip
- Sophie Simon : Alice
- Marion Stalens : La femme aux chiens
- Serge Abattucci : Un détective
- Simone Bonte : La mère de Ninon
- Denise Dax : une élève au cours de karaté
- Jean-Marc Emier : la baby-sitter
- Serge Esposito : Un détective
- Muriel Foures : La femme rousse

## Projet et réalisation
Le film s'inspire du parcours meurtrier de Thierry Paulin, surnommé « le tueur de vieilles dames » qui a tué 18 personnes en 1987, et est mort à l'âge de 25 ans en 1989, en prison, alors que son procès n'avait pas encore eu lieu. Si elle n'a pas été fascinée par le fait divers au moment des meurtres, Claire Denis est choquée par la manière dont la mort de Paulin a été traitée dans les médias : alors que les meurtres ont à l'époque fait l'objet des gros titres de la presse, entraînant un climat d'insécurité dans le nord de Paris, la mort du tueur n'est évoquée qu'en quelques lignes, « ce décès interdit tout procès, et tend à effacer cette histoire tragique de la mémoire collective comme si elle n'avait jamais existé. » La réalisatrice s'intéresse au fait que les meurtres n'avaient pour mobile que l'argent, sans aspect sexuel. Il semble n'avoir pas conscience de ses actes, ce qui est sensible dans la facilité avec laquelle il a avoué ses meurtres lors de son arrestation.
Le film est difficile à financer à cause du manque de succès commercial du film précédent de Claire Denis, S'en fout la mort. L'avance sur recettes lui est au départ refusée. C'est finalement Olivier Assayas qui présente à Claire Denis le producteur Bruno Pesery qui produit le film.

## Musique
Sauf indication contraire ou complémentaire, les informations mentionnées dans cette section proviennent du générique de fin de l'œuvre audiovisuelle présentée ici.
- Le Lien défait par Jean-Louis Murat de 1991 (dans la boite de nuit homosexuelle, Camille, travesti, danse sous les regards admiratifs).
- J'ai pas sommeil par Jean-Louis Murat
- I Try par Basehead de 1992.
- Relax-Ay-Voo par Dean Martin et Line Renaud
- African Music par Bille Omen-Thomas de 1978.
- A Whiter Shade of Pale par Procol Harum de 1967 (Daiga et Ninon dansent).
- Canción par Machito.
- Racines par Kali.

## Accueil critique
En 1997, Jean-Michel Frodon dans Le Monde qualifiera ce film comme étant « une manière de chef-d'œuvre, certainement l'un des films politiques les plus lucides du cinéma français de cette décennie [...] ou, en douceur, l'état de l'Occident à l'heure de la déshérence morale et des grands flux migratoires, du métissage culturel et de la terreur sourde. »
Sur l'agrégateur américain Rotten Tomatoes, le film récolte 67 % d'opinions favorables pour neuf critiques.

## Distinctions
Le film est retenu dans la sélection Un certain regard du festival de Cannes 1994.

## Analyse
Thierry Jousse, dans le bilan qu'il écrit du Festival de Cannes 1994 pour les Cahiers du cinéma, considère que ce film est emblématique d'une tendance « à voir le monde comme un tissu ou une toile d'araignée. » La première séquence du film, tournée en hélicoptère, fait dès le départ sentir que J'ai pas sommeil va « jouer entre le haut et le bas, adoptant un point de vue tantôt externe, tantôt interne. » Il le compare à d'autres films présentés à Cannes où la ville est aussi considérée comme un « labyrinthe » et le lieu de la « cristallisation du fait divers », notant que tous ces films voient la marque d'un « accroissement des possibilités romanesques [...] multipliant les croisements et les hybridations » ce à quoi s'ajoute « la montée en puissance du fait divers, de préférence criminel, comme forme majeure de la banalité contemporaine. » Ce fait divers n'appelle selon lui, dans ces films, pas l'interprétation mais « simplement l'observation. »
Pour Luc Moullet, qui évoque J'ai pas sommeil quelques mois après sa sortie dans sa chronique des Cahiers du cinéma, « ce film repose entièrement sur le caché », la réalisatrice donnant très peu d'informations sur l'intrigue nécessitant de la part du spectateur une importante implication pour comprendre l'histoire et suivre le récit. Il prend l'exemple de la scène de l'accident de voiture, pour lui dans un premier temps relativement obscure tant sur ses motifs que sur les liens respectifs des personnages impliqués : l'homme à peine vu une heure plus tôt dans le film n'est pas immédiatement reconnaissable, la réalisatrice n'ayant pas voulu lui donner de signe distinctif évident. Luc Moullet considère qu'avec cette manière de procéder (ne pas mettre les choses trop facilement à la portée du spectateur, lui tendre « l'amorce d'un fil ») Claire Denis favorise la « participation inquiète » du spectateur « au mouvement de ce film ». En cela, l'œuvre fait selon lui exception dans le cinéma français de l'époque, où les films se tiennent au sujet choisi et exposé et « valorisent dès le départ leurs vedettes ».